# 情熱ライブ!Voice
『情熱ライブ!Voice』（じょうねつライブ!ボイス）とは、2020年3月30日から大分放送（OBSラジオ）で月曜から木曜の13:00 - 16:15に放送されているラジオ番組である。

## 概要
2020年4月改編で平日朝ワイド「スタート!」・午前ワイド「イチスタ☆」・午後ワイド「BINGO」の生ワイド番組を統合し開始されたのが当番組である。
番組開始当初は9時間40分という長時間番組であったため、7:00 - 13:00の午前の部・13:00 - 16:40の午後の部に分かれ、途中でパーソナリティが交代になる。番組名としては統合されたが、各前身番組の要素を残しているため、午前と午後で異なる内容の番組となっており、2021年9月までは実質平日のワイドの共通レーベルとなっていた。
同年9月28日より、月曜 - 木曜のみ16:40の『とりまラジオ』を当番組のレーベル内に取り込み、10時間3部構成の番組となった。
2021年4月改編にて、午前の部と午後の部の切り替わりが12:20から13:00に変更された。（12:40-13:00が箱番組となるため、午前のスタジオパートは最長12:40となる。）
連日放送番組としてはまれにみる長尺番組であったが、9月24日をもって午前の部を終了。9月27日からは午後の部のみの放送となり、午前中は村津・平山の『モーニング・エナジー』と、小野・池田・財前・高嶋・實山の『風は虹色』に分割された。
また、『とりまラジオ』の放送時間が10分前倒しされ、16:30開始となったがこちらも2022年9月22日をもって終了。
|                             | 午前の部                                            | 午後の部                        | 第3部（とりま）               |
| --------------------------- | --------------------------------------------------- | ------------------------------- | ----------------------------- |
| 放送時間                    | 7:00 - 12:40                                        | 13:00 - 16:30                   | 16:30 - 17:00                 |
| 前身番組 （前番組放送時間） | スタート！（6:55 - 9:00） イチスタ☆（9:00 - 12:40） | BINGO（13:00 - 16:40）          | とりまラジオ（16:40 - 17:00） |
| サブタイトル                | MUSIC SQUARE                                        | ときめきアフタヌーン            | とりまラジオ                  |
| 放送スタジオ                | 第2スタジオ（2F）                                   | 第1スタジオ（1F）               | 第2スタジオ（2F）             |
| 動画配信（LINE LIVE）       | なし                                                | なし                            | あり                          |
| 曲のリクエスト募集          | あり                                                | なし                            | なし                          |
| メッセージテーマ            | なし                                                | あり （金曜日のみフリーテーマ） | なし                          |

2023年10月より、金曜日の放送がえとう窓口のエンジン全開！として独立、同時に当番組のサブタイトルが外れて名実ともに午後の生ワイド番組となった。

## パーソナリティ
2025年4月現在。2022年9月まで放送していたとりまラジオのパーソナリティについては、当該項目を参照。
2020年4月の番組開始時、甲斐以外は前身番組の「スタート!」「イチスタ☆」「BINGO」のいずれかに出演していた。午前の部は「イチスタ☆」を、午後の部は「BINGO」をベースとしたパーソナリティ陣で構成。
なお、午前の部のフリーの女性パーソナリティ（小野、池田、財前、高嶋、實山）は9:00からの出演であった。5名はいずれも後番組「風は虹色」のパーソナリティとなった。

### 現在
（50音順、OBS大分放送アナウンサーは名前の後ろに☆）
- 飯倉寛子☆
- 小田崇之☆
- 北里典子
- 竹尾悠兵
- 中華首藤

### 過去
- 池田麻衣子
- えとう窓口
- 小野亜希子 （元・OBS大分放送アナウンサー）
- 甲斐蓉子☆
- 海原みどり☆
- 河野真歩☆
- 財前真由美 （元・TOSテレビ大分アナウンサー）
- 賎川寛人☆
- 高嶋和代 （元・OAB大分朝日放送アナウンサー）
- 實山加代子
- 平山沙絵☆
- 三重野勝己☆
- 村津孝仁☆
- 吉田諭司☆
- 渡邉敬大☆

### パーソナリティの変遷
太字は変更箇所
|                         | 時間帯 | 月曜日                | 火曜日              | 水曜日              | 木曜日                | 金曜日                         |
| ----------------------- | ------ | --------------------- | ------------------- | ------------------- | --------------------- | ------------------------------ |
| 2020.03.30 - 2021.03.31 | 午前   | 海原みどり 小野亜希子 | 渡邉敬大 池田麻衣子 | 賎川寛人 財前真由美 | 賎川寛人 高嶋和代     | 平山沙絵 實山加代子            |
| 2020.03.30 - 2021.03.31 | 午後   | 小田崇之 北里典子     | 村津孝仁 北里典子   | 村津孝仁 北里典子   | 吉田諭司 財前真由美   | 吉田諭司 甲斐蓉子              |
| 2021.04.01 - 2021.09.24 | 午前   | 三重野勝己 小野亜希子 | 村津孝仁 池田麻衣子 | 村津孝仁 財前真由美 | 村津孝仁 高嶋和代     | 平山沙絵 實山加代子            |
| 2021.04.01 - 2021.09.24 | 午後   | 小田崇之 北里典子     | 賎川寛人 北里典子   | 三重野勝己 北里典子 | 三重野勝己 財前真由美 | 飯倉寛子 河野真歩              |
| 2021.9.27-2022.3.25     | 午後   | 小田崇之 北里典子     | 賎川寛人 北里典子   | 三重野勝己 北里典子 | 三重野勝己 飯倉寛子   | 飯倉寛子 河野真歩              |
| 2022.3.28-2023.9.28     | 午後   | 小田崇之 北里典子     | 賎川寛人 北里典子   | 賎川寛人 北里典子   | 三重野勝己 飯倉寛子   | えとう窓口 飯倉寛子            |
| 2023.10.2-2025.3.27     | 午後   | 小田崇之 北里典子     | 賎川寛人 北里典子   | 賎川寛人 北里典子   | 三重野勝己 飯倉寛子   | （えとう窓口のエンジン全開！） |
| 2025.3.31-              | 午後   | 小田崇之 北里典子     | 小田崇之 北里典子   | 竹尾悠兵 北里典子   | 中華首藤 飯倉寛子     | （えとう窓口のエンジン全開！） |

## タイムテーブル

### 午前の部（2021年9月終了当時）
- 07:00 - OBSニュース
- 07:03 - ENEOSプレゼンツ あさナビ《ニッポン放送制作》
- 07:10 - お早う!ニュースネットワーク《ニッポン放送制作》
- 07:25 - 道路交通情報
- 07:30 - 武田鉄矢・今朝の三枚おろし《文化放送制作》
- 07:40 - 歌のない歌謡曲 【平山沙絵】
- 07:55 - OBSニュース
- 08:00 - 日本全国8時です《TBSラジオ制作》
- 08:15 - 道路交通情報
- 08:25 - 
  - （月・水・金）移動献血車のご案内
  - （木）「Voice」内・イベントインフォメーション
- 08:30 - 
  - （月） OBSラジオショッピング
  - （火） 10分インフォメーション
  - （第4 水）大山商事エコ物語
  - （金） 得々タウンガイド
- 08:40 - 道路交通情報
- 08:45 - 天気情報
- 08:50 - スズキハッピーモーニング 羽田美智子のいってらっしゃい《ニッポン放送制作》
- 08:55 - OBSニュース
- 09:10 - くらしのたより
- 09:15 - 
  - （月・木） OBSラジオショッピング
  - （火） 健康テンミニッツ
  - （水・金） 10分インフォメーション
- 09:25 - 天気情報
- 09:30 - 
  - （月－木） トピッカーHOT情報
  - （金） あなたの母校におじゃまします
- 09:40 - ラジオショッピング
- 09:55 - OBSニュース
- 10:10 - 
  - （第2 月） 私とカーブス
  - （第3 火） ESTINAインフォメーション〜お庭と私
- 10:15 - 
  - （第2・4 水） NTT西日本 夢は無限大（ドリームインフィニティ）
  - （金） わけあり.COMラジオ
- 10:25 - ラジオショッピング
- 10:35 - 
  - （月） 耳よりホームドクター
  - （火） まいどあり〜。
  - （水・木） 旬!SHUN!ピックアップ
  - （金） 矢野大和の宮司と”対話”「日本のこころ」
- 10:55 - OBSニュース
- 11:20 - トピッカーHOT情報
- 11:25 - 
  - （月－木） ラジオショッピング
  - （金） このレシピさえてるね
- 11:30 - 
  - （月） ゴリラじゃわからん大分弁講座
  - （第1・3 木） タックルベリーのベリーナイスインフォメーション
  - （第2・4 木） コモエスタ36.5〜お家のよもやま話〜
  - （第1・3 金） 新電力おおいたの大分が生んだ宝もの
- 11:45 - 氷川きよし 限界突破RADIO《文化放送制作》
- 11:55 - OBSニュース
- 11:58 - 天気情報
- 12:00 - NTT西日本 ミュージック・カフェ
- 12:20 - （木） 北斗建装 presents 住まいのお悩み相談室【小野亜希子】
- 12:30 - （月） 教えて錦織先生!ラジオしんさつしつ
- 12:40 - 私の作文【中島三奈】
- 12:50 - えんぴつの詩【甲斐蓉子】
- 12:55 - ラジオショッピング

### 午後の部（2021年10月-2023年9月）[5]
- 13:10 - スタジオVoice
- 13:30 - ラジオショッピング
- 13:50 - 天気情報
- 13:55 - OBSニュース
- 14:00 -
  - （第2・4 火） あなたの皮ふのお悩み徹底解説!教えて、みうら先生!
  - （水） HIヒロセお買い物情報
- 14:10 - トピッカーHOT情報
- 14:20 - GIFT〜未来への贈り物〜《TBSラジオ制作》
- 14:30 - ラジオショッピング
- 14:40 - 
  - （月） チャレンジトゥザフューチャー
  - （火） 衛藤賢史先生のシネマ教室
  - （水） 大分・岩手ホットライン《IBCラジオとの共同制作》
  - （木） e情報
  - （金） いい釣り情報
- 14:55 - 大分県内きょうの動き
- 15:10 - （火－木） 大分合同新聞取材メモ
- 15:15 -
  - （木・金） 得々タウンガイド
- 15:25 - ラジオショッピング
- 15:30 -
  - （火） スゴスギル真実〜フラッシュ高橋と一緒に〜
  - （隔週 水）イワタニ子のちょっと聞いてっちゃ!
  - （金） 日本を元気に!あなたの街のささえびと
- 15:40 -
  - （第1・3 木） 不動産知っトク情報
  - （金） OBSラジオショッピング
- 15:45 - こちら110番・119番
- 15:50 - 天気情報
- 15:55 - OBSニュース
- 16:00 - OBSラジオ　大分県内ぐるっとつなごうネットワーク
- 16:20 - あなたにハッピー・メロディ 《ニッポン放送制作》

### 第3部（月曜－木曜のみ）
- 16:30 - とりまラジオ